# 猿蟹合戦 (芥川龍之介)
「猿蟹合戦」（さるかにかっせん）は、芥川龍之介の掌編。日本の民話「さるかに合戦」を元にしたパロディー作品である。よく知られた民話の語られざる後日談という体裁を取っている。見事仇討ちを成し遂げた蟹と仲間達だが、猿を殺害した咎で蟹は死刑に処せられるという内容。

## 出版
1923年（大正12年）に、中央公論社が発行する婦人・女性誌『婦人公論』3月号に発表された。

## あらすじ
蟹は臼、蜂、卵と共に、蟹の柿を奪った挙げ句、まだ熟していない柿を投げつけ殺した、猿に復讐し、痛めつけ殺して仇を取った。だが、お伽噺では話されていないことだが、彼等はその後、警官に捕縛され投獄される。そして裁判の結果、主犯の蟹は死刑に、共犯者は無期徒刑の判決を受ける。
新聞雑誌の輿論、学識者、宗教界など各方面からも蟹達に冷たく批判的な意見が寄せられ、死刑は滞りなく執行された。残された蟹の妻は売笑婦となり、長男は心を改め株屋で働きはじめ、次男は小説家となった。三男は蟹以外の何者にもなれず、やがて握り飯を拾うが、木の梢には一匹の猿がいた。その先の話は、もしも猿と戦ったら蟹は天下に殺されることは事実だと話者は語り、「君たちもたいてい蟹なんですよ」と締めくくる。

## 収録書籍
電子書籍以外で文庫版、新書版等の形式で出版されているものを挙げる。
『芥川龍之介全集 5』
1987年、筑摩書房〈ちくま文庫 あ-3-5〉ISBN 4-480-02085-3 , ISBN 978-4-480-02085-7
『蜘蛛の糸・杜子春・トロッコ : 他十七篇』
1990年、岩波書店〈岩波文庫 緑 70-7〉ISBN 4-00-310707-1 , ISBN 978-4-00-310707-2
2013年、岩波書店〈ワイド版岩波文庫 358〉ISBN 978-4-00-007358-5
『蜘蛛の糸 杜子春 : ほか』
2003年、教育出版〈読んでおきたい日本の名作 2〉ISBN 4-316-80040-X , ISBN 978-4-316-80040-0
『林修の「今読みたい」日本文学講座』
2013年、宝島社〈宝島SUGOI文庫 Dは-4-3〉ISBN 978-4-8002-4322-5